# Železniční most (Hrob-Mlýny)
Železniční most se nachází na železniční trati Moldavské horské dráhy v km 143,500 v obci Hrob-Mlýny a je kulturní památkou České republiky.

## Historie
Železniční dráha mezi Hrobem a Dubí překonává výškový rozdíl více než 400 metrů. V tomto úseku bylo postaveno více mostů. Jedním z nich je železniční viadukt ve Mlýnech, městské části Hrob. Most projektoval železniční vrchní inženýr Jan Bydžovský, realizaci provedlo stavební podnikatelství Schön & Wessely v období výstavby železniční dráhy 1875–1876. V roce 1945 byl most rekonstruován. Most byl zapsán do Ústředního seznamu kulturních památek Česka pod samostatným číslem 42327/5-2607 v roce 1964.

## Popis
Viadukt vede přes údolí potoka Bouřlivec ve výšce 33,9 metrů a 27,14 metrů nad silnicí Hrob – Mikulov – Moldava. Trojpolovou ocelovou spojitou příhradovou konstrukci o délce 130 m nesou dva žulové pilíře vysoké 32 metrů. Celková délka přemostění je 145,8 metrů. Ve strmém svahu zpevněném kamenným záhonem jsou umístěny opěry, které jsou vzdáleny od sebe 125,5 metrů. Původní železná příhradová konstrukce byla snesena a nahrazena novou v roce 1945.